# Fosso bergamasco
Il Fosso bergamasco (in lombardo Fòss Bergamàsch) è un canale artificiale situato nella pianura bergamasca di origine tardo medioevale che collega il fiume Adda al Serio per poi riprendere e collegare quest'ultimo all'Oglio.
Le due aree della Bassa Bergamasca a sud del suo corso sono denominate rispettivamente Gera d'Adda e Calciana.
Con l'Adda segnava il confine naturale tra il Ducato di Milano in Gera d'Adda e la Repubblica di Venezia, ciò è ancora ricordato dalla presenza di numerosi castelli lungo il suo confine tra cui quelli di Brignano, Castel Rozzone, Castel Liteggio e Pagazzano. In alcuni tratti sono presenti cartelli che ricordano l'antico confine.
Nel cremasco lambisce solamente il comune di Castel Gabbiano e in più punti segna il confine tra i singoli comuni della bassa Bergamasca.

## Storia

### Medioevo ed età moderna
I primi documenti che ne attestano l'esistenza sono collocabili attorno all'anno 1285, quando il fossatum Pergami viene menzionato in alcuni atti riferiti al paese di Mozzanica.
Si ritiene quindi che il fosso venne scavato tra l'inizio del XIII e l'inizio del XIV secolo, recuperando un antico canale romano in gran parte interrato, già noto col nome di Circa di Cortenuova, che secondo la voce popolare era stato ristrutturato dall'esercito della Lega Lombarda per farne un bastione difensivo la notte antecedente la battaglia del 27 novembre 1237, e prolungandolo trent'anni dopo fino all'Adda.
La data convenzionale di inizio dei lavori è il 9 marzo 1267 quando venne firmata una tregua tra i comuni di Cremona e di Bergamo, in seguito alla guerra che aveva coinvolto le città lombarde alleate con la famiglia guelfa dei Della Torre (o Torriani), con quelle che parteggiavano per i ghibellini, comandati da Buoso di Dovera, signore di Cremona e Soncino.

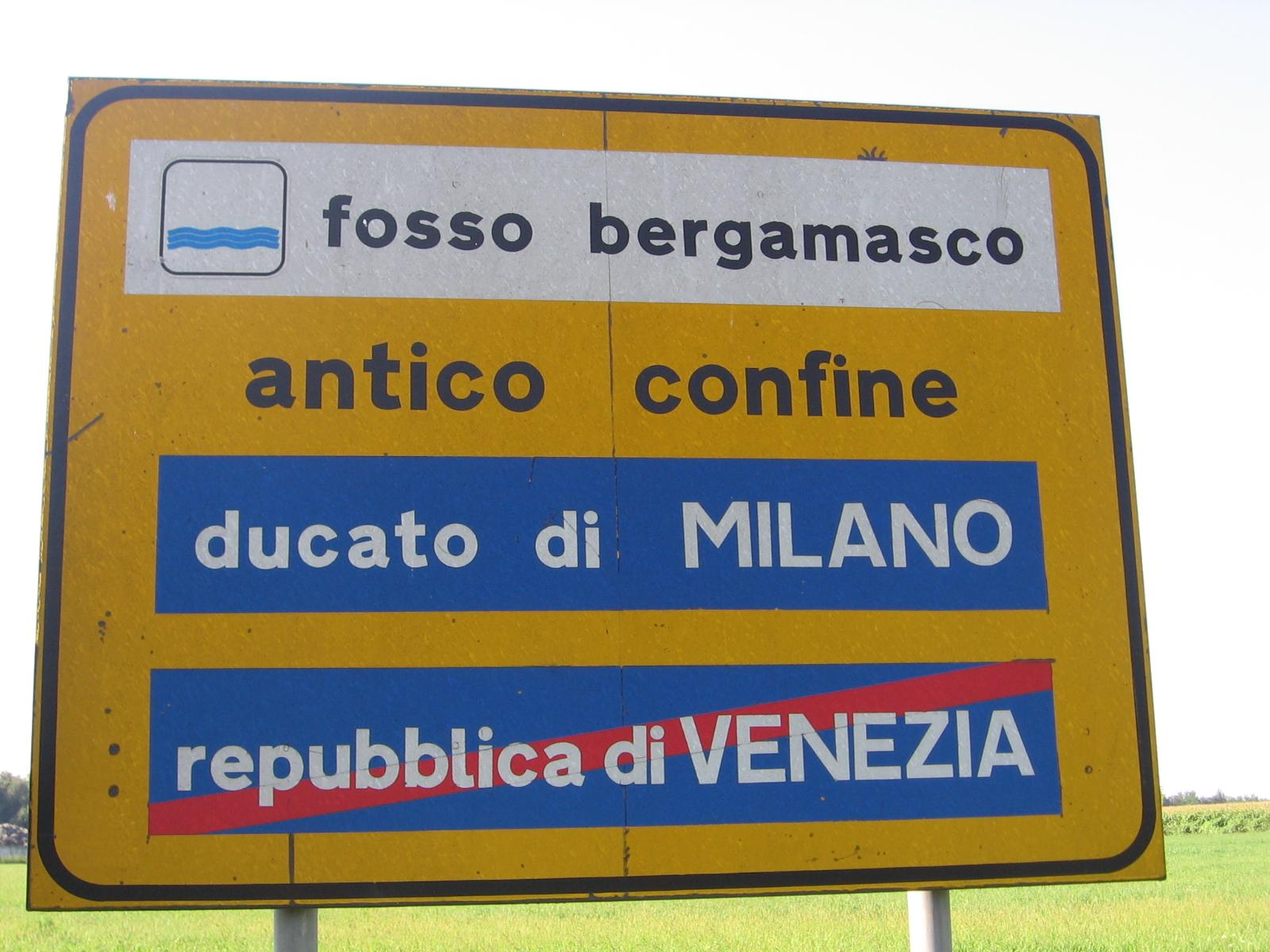
Pannello storico a Castel Rozzone

L'importanza del fosso è data dal fatto che nel corso dei secoli venne sovente utilizzato come confine tra le diverse dominazioni del tempo, facendone così una zona al centro di contese e battaglie nell'età medievale e nelle epoche successive, La più importante di queste è quella di Cortenuova, combattuta in località "Morti del Fosso" il 27 novembre 1237.
Citato in documenti risalenti alla seconda metà del XIV secolo con il nome di Fossatum Bergamaschum, venne utilizzato dalla Repubblica di Venezia a partire dal 1427 per definire i limiti occidentali del proprio Stato di terra, confinanti con i territori del Ducato di Milano.
Dopo alcune parentesi che avevano visto brevi passaggi di proprietà a francesi e spagnoli, la Serenissima si premurò di verificare che l'andamento del fosso, e con esso i suoi confini, non fosse stato modificato, decidendo la posa di alcuni cippi che servissero come riscontro per i limiti territoriali.
Lungo il percorso vennero inoltre istituiti piccoli accampamenti militari al fine di pattugliarne il confine, ma anche utili come deposito di dispense alimentari e sanitarie: i principali si trovavano presso la cascina Mottella in territorio di Cividate, quasi alla confluenza con il fiume Oglio, nei campi tra Romano di Lombardia e Covo, tra Caravaggio e Bariano, tra Cologno e Brignano, tra Arcene e Ciserano ed infine tra Canonica d'Adda e Boltiere.
Verso la fine di quel secolo venne inoltre deciso che anche la giurisdizione religiosa seguisse i confini amministrativi, facendo quindi coincidere i confini della diocesi con quelli della provincia.
Nel 1797 il crollo della Repubblica di Venezia, causato dall'arrivo dei francesi che instaurarono la Repubblica Cisalpina, portò quella zona di pianura a essere compresa in territori più ampi, facendo perdere al Fosso bergamasco le funzioni di confine di stato e facendo iniziare per la struttura un periodo di abbandono pressoché totale.

### Età contemporanea

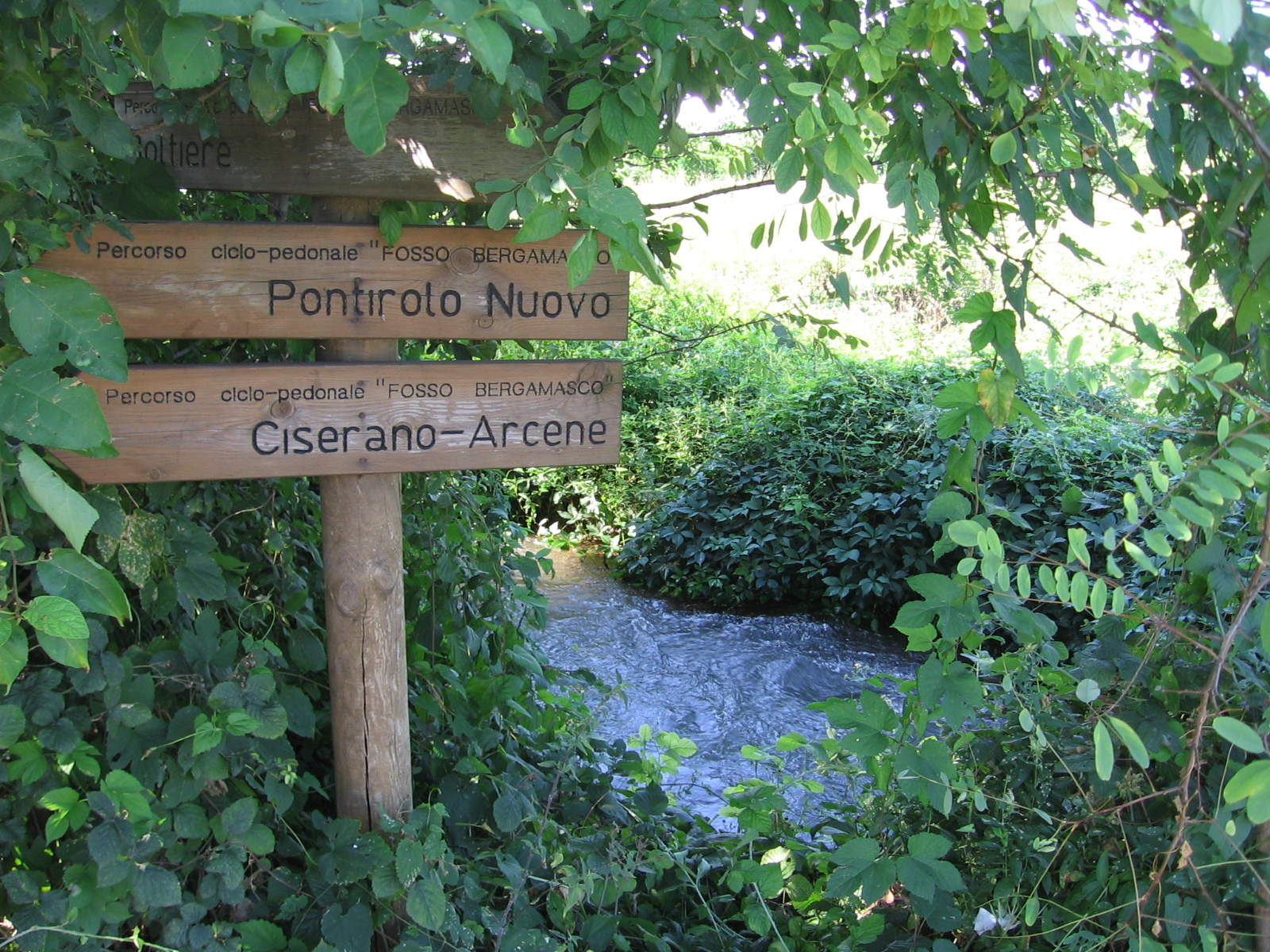
Tratto di pista ciclopedonale del Fosso bergamasco tra Pontirolo, Boltiere e Ciserano

Qualche anno più tardi (1805) anche la provincia di Bergamo venne ampliata andando a includere territori posti a sud del fosso, che quindi rimase utilizzato soltanto come delimitazione dei confini diocesani, tuttora vigenti, tra le diocesi di Cremona, Milano e Bergamo, tant'è la distinzione tra diocesi e province è qui più marcata che in altri luoghi d'Italia.
In tempi recenti il percorso del fosso bergamasco è stato al centro di alcuni interventi di rivalutazione storica e ambientale, volti a conservarne il tracciato e a preservarlo dall'incuria. Difatti alcuni tratti, dopo essere stati asciugati, vennero abbandonati al proprio destino.

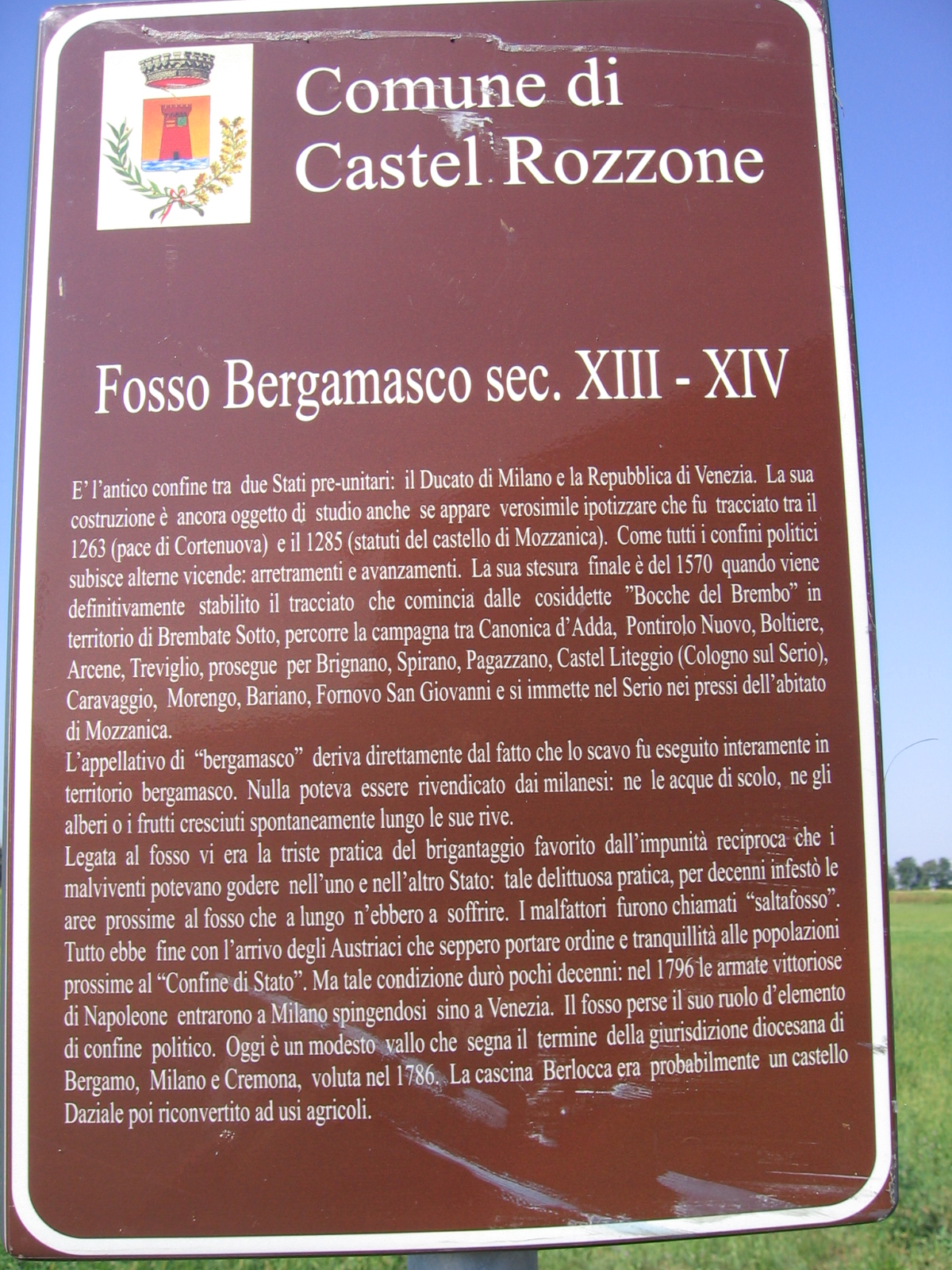
Pannello integrativo a Castel Rozzone

Attualmente il corso è ben visibile nel primo tratto ad ovest, tra Brembate e Boltiere, mentre nei pressi di Castel Rozzone, grazie ad iniziative del comune medesimo, sono presenti pannelli integrativi a margine del fosso stesso, al fine di farne conoscere la storia.
A partire da Lurano è distinguibile soltanto grazie all'esistenza di toponimi riferibili ad esso: spesso difatti il corso è intersecato da numerosi altri canali irrigui, tanto da renderne difficile il riconoscimento, effettuabile spesso soltanto con cartine topografiche o grazie alla presenza di cippi posti dalla Serenissima (come tra Bariano e Caravaggio). Nei pressi di Cologno invece il letto è molto più pronunciato e, anche grazie a recenti interventi del comune e della Provincia, facilmente riconoscibile.
L'importanza storica del fosso è inoltre testimoniata dalla sua presenza in alcuni modi di dire sovente utilizzati nella pianura bergamasca: la frase "Saltà ol foss" (saltare il fosso) in dialetto bergamasco difatti indicava un trasferimento in altre entità amministrative o politiche, ma anche un radicale cambio di vita. Questo valeva anche per i numerosi malviventi che, ricercati nell'uno o nell'altro stato, stazionavano nella zona e praticavano il brigantaggio, pronti a saltare il fosso per garantirsi l'impunità.
In molti punti è costeggiato da sentieri e strade sterrate percorribili a piedi o in bici. Il suo percorso si sviluppa al confine tra i diversi comuni della zona e gli unici che sono realmente attraversati dal suo percorso e non solo lambiti sono Capriate San Gervasio e Brembate.
Inoltre il nome è utilizzato anche da un circuito composto da più gare di corsa campestre che si svolgono nella provincia bergamasca.

## Il tracciato
Il tracciato del fosso bergamasco, lungo circa 35 chilometri e largo mediamente "tre passi veneziani" (circa cinque metri), si sviluppava da ovest diramandosi dalla sinistra orografica del fiume Adda (confine naturale tra la provincia bergamasca e quella di Milano), in una località a sud dei centri abitati dei paesi di Capriate San Gervasio e Brembate, nell'estremità meridionale del territorio denominato Isola bergamasca.
Era paragonabile ad un vero e proprio fossato, al pari di quelli che cingevano le fortificazioni dei borghi di quel tempo, differenziandosi non poco dalle seriole d'irrigazione che costellavano l'intera pianura bergamasca. Una particolarità del manufatto era data dal fatto che sul lato posto a Nord (quindi in territorio bergamasco) vi era un argine molto più pronunciato di quello sul lato opposto, dovuto al continuo accumulo di terra ricavata sia dal primo scavo che, successivamente, dagli interventi di manutenzione.

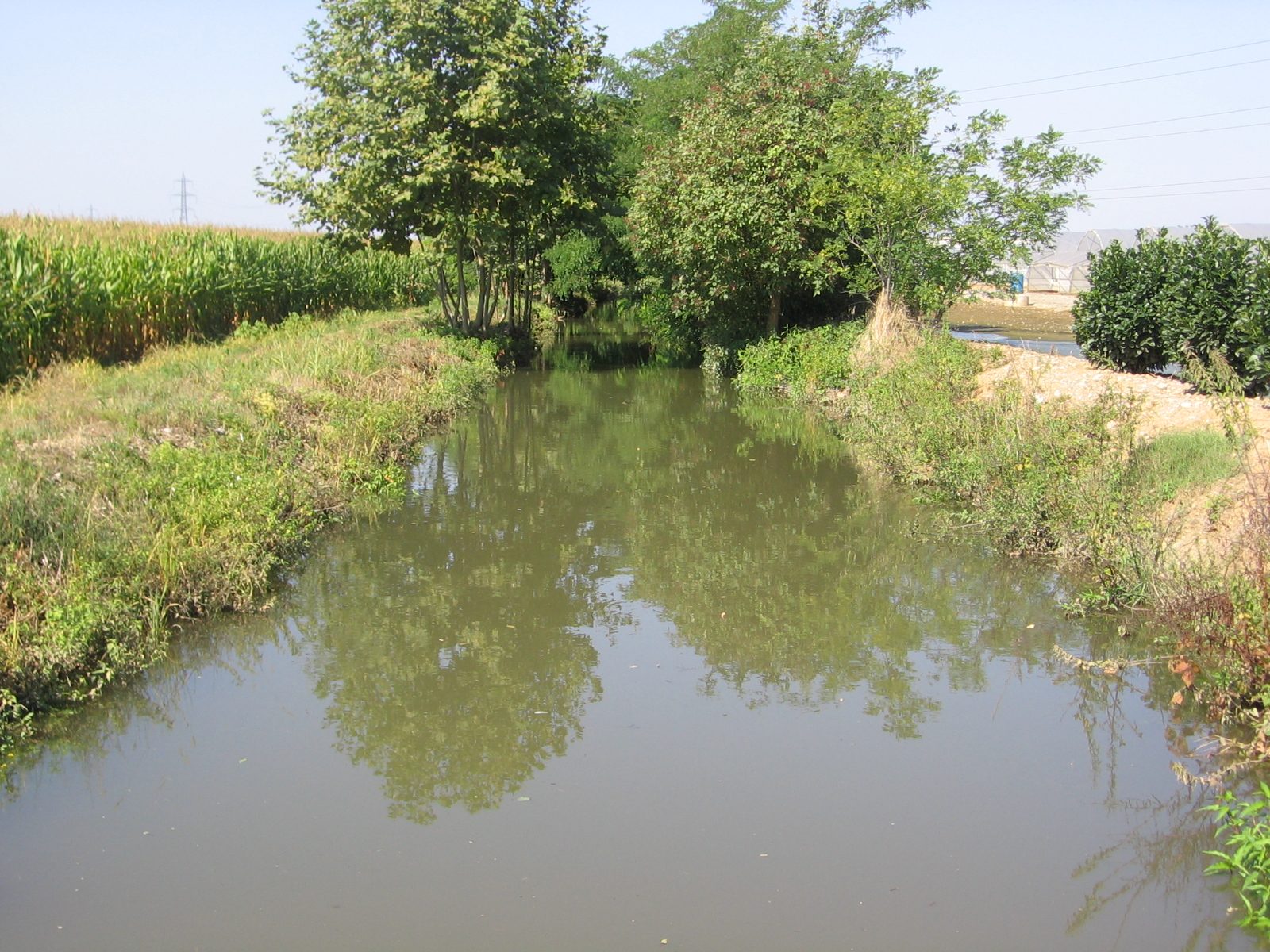
a Brignano Gera d'Adda

Con un andamento longitudinale dopo un paio di chilometri intersecava il fiume Brembo, per riprendere poi il suo corso in direzione sud-est, passando a sud dei paesi di Boltiere, Ciserano, Arcene e Lurano.
Il tracciato, in prossimità della località Liteggio, frazione di Cologno al Serio, cingeva il locale castello di origine viscontea (oggi in stato di totale abbandono) e sterzava bruscamente verso sud, delimitando il confine tra i comuni di Pagazzano e Morengo, per immettersi poi nel fiume Serio dopo il centro abitato di Bariano, a nord di Fornovo San Giovanni.
Riprendeva quindi qualche chilometro più a sud, diramandosi dalla sinistra orografica del Serio dopo il centro abitato di Fara Olivana.
Dopo aver delimitato il territorio comunale di Romano di Lombardia, si indirizzava verso nord-est, passando a nord di Covo e Calcio, per poi congiungersi con il fiume Oglio, utilizzato come confine naturale tra la provincia orobica e quella di Brescia, nei pressi della cascina Motta.